# Femdomstole
Femdomstole (tysk Femgerichte, Fehmgerichte eller Vehmgerichte, også Freigerichte eller heimliche Gerichte) var navnet på visse westfalske domstole, som i en periode af middelalderen (14. og 15. århundrede) fik en ejendommelig betydning for strafferetsplejen i Tyskland. 
Femdomstolenes historie var længe skjult under et tykt lag af sagn, men undersøgelser har vist, at der i virkeligheden intet gådefuldt knytter sig til deres opståen, idet de er en simpel fortsættelse af den ældre tids domstole, således som disse var blevet organiserede under Karolingerne. Det, der senere hen gav femdomstole og enkelte lignende domstole andetsteds i Tyskland en særstilling inden for retsorganisationen, var blot det, at den ældre ordning her var bevaret mere eller mindre uforandret, medens den ellers næsten overalt var forsvundet. Således var det en følge af rigets splittelse i en mængde næsten uafhængige fyrstendømmer og stæder, at domstolene i almindelighed ikke mere betragtedes som organer for kongemagten, og at selv de højere dommere ikke som tidligere behøvede en kongelig autorisation for at kunne dømme. I Westfalen var det derimod vedblevet at være reglen, at lederne af de vigtigere domstole, for hvilke de større sager indstævnedes, aflagde direkte ed til kongen (kejseren) og af ham modtog den fornødne autorisation, og selv efter at ærkebiskoppen af Köln omtrent 1400 som Stathalter der heimlichen Gerichte for så vidt var trådt i kongens sted, holdt man fast ved forestillingen om, at de pågældende domstole var kongelige. 
Det var denne forestilling, der i første linje bidrog til at give femdomstolene betydning. Som kongelige domstole hævdede de nemlig en ret til foruden westfalske sager at påkende sager fra en hvilken som helst del af riget, når den ordentlige dommer havde gjort sig skyldig i retsnægtelse eller ikke havde kunnet yde hjælp, fordi anklagede ikke befandt sig i hans magt. Ved at gøre brug af denne ret lykkedes det femdomstolene at udstrække deres domsmyndighed langt ud over grænserne af Westfalen, både til Sydtyskland, Schweiz, Böhmen og Preussen, ja i virkeligheden til hele riget. Hertil bidrog det dog også meget, at man ved at udvide domstolenes rammer forstod at skaffe dem støtte uden for deres hjemland. Efter den ældre, overalt i Tyskland herskende ordning lededes retsforhandlingerne i større sager af en greve som repræsentant for kongen, medens forslaget til dommen udgik fra de såkaldte Schöffen, der var et fast udvalg af retskredsens beboere. I Westfalen, hvor man i stedet for Graf og Schöffen brugte udtrykkene Freigraf og Freischöffen, udviklede der sig nu den særlige regel, at man som Freischöffe kunne optage enhver fri person, der var ægtefødt og uberygtet, uden hensyn til, hvor i riget han var hjemmehørende. Optagelsen, der kunne ske ved udnævnelse af kejseren, men i reglen foregik for en femdomstol i selve Westfalen (auf roter Erde), medførte en pligt til at optræde som anklager enten af egen drift eller efter anmodning af den forurettede samt til at bistå ved forkyndelse af stævninger og fuldbyrdelse af domme. 
I femdomstolenes glansperiode var deres anseelse så stor, at folk i de mest fremragende stillinger hele riget over, ja selv fyrster og kejsere lod sig optage som Freischöffen, og denne vidtomspændende organisation, der skaffede domstolene hjælpere så at sige overalt, bidrog selvfølgelig i højeste grad til at styrke deres indflydelse. Som et tredje moment, der virkede i samme retning, kan endelig nævnes det skær af hemmelighedsfuldhed, hvormed de vidste at omgive sig, hvilket meget forøgede frygten for dem. Samtlige Freigrafen og Freischöffen dannede et hemmeligt forbund, hvis medlemmer, der kaldtes for Wissende, kendte hinanden på særlige tegn og var forpligtede til streng tavshed (de skulde hemmeligholde den hellige Feme vor Weib und Kind, vor Sand und Wind). Dernæst var retsmøderne ofte hemmelige (Stillgerichte), det vil sige alle Unwissende var strengt udelukkede. Allerede tidlig gjaldt dette i sager, der indstævnedes fra fremmede steder, når anklagede ikke mødte; senere blev det endog den almindelige regel. Endelig foregik også fuldbyrdelsen af dommene ofte på en hemmelighedsfuld måde. 
Femdomstolene gav sig hovedsagelig af med strafferetsplejen, særlig med de groveste forbrydelser som mord, røveri, voldtægt og lignende, og døden ved hængning var så godt som den eneste straf, der anvendtes. Grebs den skyldige på fersk gerning, kunne 3 hvilke som helst Freischöffen uden nærværelse af en greve og hvor som helst, også uden for Westfalen, på stedet holde ret over ham og fuldbyrde straffen. I andre tilfælde måtte anklagede først indstævnes. Mødte han da ikke, blev han, når klageren selv syvende besvor hans skyld, 
verfemt, det vil sige han kunne, når han senere pågrebs, behandles, som var han grebet på fersk gerning. Gav han derimod møde, førtes 
forhandlingerne i den gamle anklageproces’ former, og der var ligesom efter den ældre ret i reglen adgang for anklagede til at frie sig 
ved ed med mededsmænd, hvortil dog kun Freischöffen kunne benyttes. 
Femdomstolene begunstigedes i længere tid af kejserne (særlig Ruprecht og Sigismund), der i dem så et middel til at hævde kejsermagten, og deres virksomhed var sikkert også under de lovløse forhold i det store og hele gavnlig. Siden midten af 15. århundrede udartede de dog efterhånden, idet deres næsten uindskrænkede magt og den megen medgang forledte dem til overgreb. Kejser Frederik III, der ikke som flere af hans forgængere havde ladet sig optage som Freischöffe, vovede de endog at indstævne for sig under trusel om Verfemung. Fra nu af vender kejsermagten sig imod dem, og støttet til kejserlige privilegier lykkes det inden længe fyrster og stæder at frigøre sig for deres indblanding, der også blev mindre nødvendig, efterhånden som strafferetsplejen forbedredes. Kun som lokale westfalske domstole førte de endnu en beskeden tilværelse, indtil de sidste rester af dem forsvandt i 19. århundrede.